# آبراهام لینکلن: شکارچی خون‌آشام
آبراهام لینکلن: شکارچی خون آشام فیلمی آمریکایی-بریتانیایی است با ژانر اکشن، ترسناک و خیال‌پردازی تیره‌وتار به کارگردانی تیمور بکمامبتوف، که در ژوئن ۲۰۱۲ اکران شد. این فیلم بر اساس رمانی با همین نام، به قلم سث گراهام-اسمیث ساخته شده‌است. تیم برتون و تیمور بکمامبتوف نیز تهیه‌کننده این فیلم هستند. از بازیگران این فیلم می‌توان به بنجامین واکر (در نقش آبراهام لینکلن)، دومینیک کوپر، آنتونی مکی، مری الیزابت وینستد و روفوس سیول اشاره کرد. بودجه این فیلم ۶۹ میلیون دلار است و توانست به فروشی معادل با ۱۱۶ میلیون دلار در سراسر جهان دست یابد. کار فیلمبرداری این فیلم از مارس ۲۰۱۱، در ایالت لوئیزیانا انجام گرفت، و سپس به صورت سه‌بعدی در ۲۰ ژوئن ۲۰۱۲، در انگلستان، و ۲۲ ژوئن ۲۰۱۲، در ایالات متحده به نمایش درآمد.

## داستان
مادر آبراهام لینکلن (بنجامین واکر) به وسیله یک جاندار فراطبیعی کشته می‌شود. این موضوع باعث تحریک رئیس جمهور برای درهم کوبیدن این خون آشام و برده داران همدستش می‌شود.